# Мтисдзири (Кварельский муниципалитет)
Мтисдзири (груз. მთისძირი; до 1944 года Хашалхути) — село в Грузии. Находится в восточной Грузии, в Кварельском муниципалитете края Кахетия. Расположено в Алазанской долине, на высоте 340 м над уровнем моря, на берегах реки Ареши, которая впадает в реку Кабали с правой стороны. Мтисдзири от города Кварели располагается в 26 километрах. По результатам переписи 2014 года в селе проживало 723 человек. В Мтисдзири родился грузинский и украинский государственный деятель, бывший министр юстиции Грузии Зураб Адеишвили.

## Примечание
1. ↑  Административно-территориальные единицы Грузии Архивировано 19 сентября 2013 года.  (груз.)
2. ↑  Грузинская советская энциклопедия :  [груз.] : 12 ტ. / Гл. ред. И. В. Абашидзе. — Тбилиси : Гл. науч. ред. ГСЭ, 1983. — Т. 6. — С. 672.
3. ↑  მოსახლეობის საყოველთაო აღწერა 2014. საქართველოს სტატისტიკის ეროვნული სამსახური (ნოემბერი 2014). Дата обращения: 7 ნოემბერი, 2016. Архивировано 1 июля 2018 года.